# Unterseeboot 656
L'Unterseeboot 656 ou U-656 est un sous-marin allemand (U-Boot) de type VIIC utilisé par la Kriegsmarine pendant la Seconde Guerre mondiale.
Le sous-marin fut commandé le 9 octobre 1939 à Hambourg (Howaldtswerke Hamburg AG), sa quille fut posée le 4 septembre 1940, il fut lancé le 8 juillet 1941 et mis en service le 17 septembre 1941, sous le commandement du Kapitänleutnant Ernst Kröning.
L'U-656 n'endommagea ou ne coula aucun navire au cours des 2 patrouilles (40 jours en mer) qu'il effectua.
Il fut coulé en mars 1942 dans l'Atlantique Nord par l'aviation américaine.

## Conception
Unterseeboot type VII, l'U-656 avait un déplacement de 769 tonnes en surface et 871 tonnes en plongée. Il avait une longueur totale de 67,10 m, un maître-bau de 6,20 m, une hauteur de 9,60 m et un tirant d'eau de 4,74 m. Le sous-marin était propulsé par deux hélices de 1,23 m, deux moteurs diesel Germaniawerft M6V 40/46 de 6 cylindres en ligne de 1400 cv à 470 tr/min, produisant un total de 2 060 à 2 350 kW en surface et de deux moteurs électriques Siemens-Schuckert GU 343/38-8 de 375 cv à 295 tr/min, produisant un total 550 kW, en plongée. Le sous-marin avait une vitesse en surface de 17,7 nœuds (32,8 km/h) et une vitesse de 7,6 nœuds (14,1 km/h) en plongée. Immergé, il avait un rayon d'action de 80 milles marins (150 km) à 4 nœuds (7,4 km/h; 4,6 milles par heure) et pouvait atteindre une profondeur de 230 m. En surface son rayon d'action était de 8 500 milles nautiques (soit 15 700 km) à 10 nœuds (19 km/h). 
L'U-656 était équipé de cinq tubes lance-torpilles de 53,3 cm (quatre montés à l'avant et un à l'arrière) qui contenait quatorze torpilles. Il était équipé d'un canon de 8,8 cm SK C/35 (220 coups) et d'un canon antiaérien de 20 mm Flak. Il pouvait transporter 26 mines TMA ou 39 mines TMB. Son équipage comprenait 4 officiers et 40 à 56 sous-mariniers.

## Historique
Il reçut sa formation de base au sein de la 5. Unterseebootsflottille jusqu'au 31 décembre 1941, puis intégra sa formation de combat dans la 1. Unterseebootsflottille.
L'U-656 quitta Kiel le 15 janvier 1942 pour sa première patrouille de guerre dans l'Atlantique. Il opéra au large des îles britanniques et rentra à Brest après 14 jours en mer.
L'U-656 fut coulé au 26e jours de sa deuxième patrouille, le 1er mars 1942 dans l'Atlantique, au sud du Cap Race, à la position 46° 15′ N, 53° 15′ O, par des charges de profondeurs lancées par un Lockheed Hudson du VP-82.
Les 45 membres d'équipage décédèrent dans cette attaque.
L'U-656 fut le premier U-boot à être coulé par l'USAF pendant la Seconde Guerre mondiale.
L'U-656 et l'U-503, sont les deux premiers sous-marins allemands coulés par les forces américaines. L'U-503 fut coulé par ce même Hudson du VP-82 (piloté par William Tepuni), 15 jours après l'U-656.

## Affectations
- 5. Unterseebootsflottille du 17 septembre 1941 au 31 décembre 1941 (Période de formation).
- 1. Unterseebootsflottille du 1er janvier 1942 au 1er mars 1942 (Unité combattante).

## Commandement
- Kapitänleutnant Ernst Kröning du 17 septembre 1941 au 1er mars 1942.

## Patrouilles
|       | Commandant           | Départ          | Départ | Arrivée         | Arrivée | Jours    | Succès |
| ----- | -------------------- | --------------- | ------ | --------------- | ------- | -------- | ------ |
| 1     | Kptlt. Ernst Kröning | 15 janvier 1942 | Kiel   | 28 janvier 1942 | Brest   | 14 jours |        |
| 2     | Kptlt. Ernst Kröning | 4 février 1942  | Brest  | 1er mars 1942   | Coulé   | 26 jours |        |
| Total | Total                | Total           | Total  | Total           | Total   | 40 jours | 0 t    |

Notes : Kptlt. = Kapitänleutnant